# Lijst van spelers van Motherwell FC
Dit is een lijst van huidige en voormalige spelers van Motherwell FC.

## A
- Derek Adams
- Charlie Aitken

- Ian Alexander

- Ian Angus

- Dougie Arnott

## B
- Hervé Bacqué
- Alex Bain
- Gerry Baker
- Paul Baker

- Franck Bernhard
- Kenny Black
- Nick Blackman
- Gary Bollan

- Tom Boyd
- Ged Brannan
- Gerry Britton
- Billy Brown

- Jimmy Brown
- Mark Brown
- George Burley
- Alex Burns

## C
- Walter Carlyle
- Peter Carr
- Joe Carson
- Stuart Carswell
- Esteban Casagolda
- Mark Caughey
- Saïd Chiba
- Tim Clancy

- Robert Clark
- David Clarkson
- Hughie Clifford
- Ian Clinging
- Adam Coakley
- Tommy Coakley
- Giles Coke
- Alfie Conn

- Kenny Connolly
- Davie Cooper
- Barry John Corr
- Martyn Corrigan
- Stephen Cosgrove
- David Cowan
- Steve Cowan
- Owen Coyle

- Brian Coyne
- Tommy Coyne
- Steven Craig
- Stephen Craigan
- Adam Cummins
- Saša Ćurčić
- Nick Cusack

## D
- Jason Dair
- Omar Daley
- Luke Daniels
- Vic Davidson
- Billy Davies

- John Deans
- Éric Deloumeaux
- Brian Dempsie
- Greig Denham
- William Dickson

- Sieb Dijkstra
- Jim Dobbin
- Michel Doesburg
- Jamie Dolan
- Bobby Donnelly

- Andy Dornan
- Mario Dorner
- Andy Dow
- François Dubourdeau

## E
- Jóhannes Eðvaldsson

- Calum Elliot

- Stuart Elliott

- Roy Essandoh

## F
- Shaun Fagan
- Jamie Fairlie
- Willie Falconer
- John Fallon
- Ray Farningham

- Hughie Ferguson
- Iain Ferguson
- Steven Ferguson
- David Ferrère
- Bob Ferrier

- Marc Fitzpatrick
- Bobby Flavell
- Richie Foran
- Ross Forbes
- Eddie Forrest

- Tom Forsyth
- Zaine Francis-Angol
- Michael Fraser
- Paul Friar

## G
- Mitchell van der Gaag
- John Gahagan
- Éric Garcin
- Ian Gardiner

- John Gardiner
- Jimmy Gardner
- Don Goodman
- Andy Goram

- Alan Gow
- Mark Gower
- Lewis Grabban
- Ally Graham

- Bobby Graham
- Martin Grehan
- Liam Grimshaw
- Gavin Gunning

## H
- Stephen Halliday
- Jordan Halsman
- Jim Hamilton
- Steven Hammell
- Andy Harrow

- Tom Hateley
- Krisztián Hegyi
- John Hendry
- Steven Hetherington
- Michael Higdon

- Chris Higgins
- Lee Hollis
- Harry Hood
- Scott Howie
- Stephen Hughes

- Chris Humphrey
- Wilson Humphries
- William Hunter
- Shaun Hutchinson

## I
- Christian Ilić

- Willie Irvine

## J
- Francis Jeffers
- Steve Jennings

- Steve Jones

- Gunnlaugur Jónsson

- Lukas Jutkiewicz

## K
- Mikko Kavén
- Paul Keegan
- Archie Kelly
- David Kelly

- Khaled Kemas
- Benito Kemble
- Brian Kerr
- Fraser Kerr

- Albert Kidd
- Paul Kinnaird
- William Kinniburgh
- Cédric Kipré

- Steve Kirk
- Maroš Klimpl
- Miodrag Krivokapić
- Artur Krysiak

## L
- Paul Lambert
- Simon Lappin

- Keith Lasley
- Dave Latchford

- Nicky Law
- Dirk Lehmann

- Scott Leitch
- Kenny Lyall

## M
- Robert Maaskant
- Colin McAdam
- Tom McAdam
- Gary McAllister
- Joe McBride
- Kevin McBride
- Stephen McBride
- Willie McCall
- Chris McCart
- Brian McClair
- Jamie McClen
- Peter McCloy
- Alan McCormack
- Ross McCormack
- Lee McCulloch

- Scott McDonald
- Steve McDonald
- James McFadden
- Paul McFadden
- Steven McGarry
- Michael McGlinchey
- Jamie McGowan
- Paul McGrillen
- Robert McHugh
- Kevin McKeown
- Rob McKinnon
- Stewart MacLaren
- Brian McLaughlin
- John McLaughlin
- Brian McLean

- Alex McLeish
- Chic McLelland
- Ian MacLeod
- Joe McLeod
- Mick McManus
- Stephen McMillan
- John McPhee
- Shaun McSkimming
- John McStay
- Willie McVie
- Robert Malcolm
- Gordon Marshall
- Brian Martin
- Roberto Martínez
- John Martis
- Rob Matthaei

- Ally Maxwell
- Eddie May
- Steven Meechan
- Colin Meldrum
- Simon Mensing
- Jan Michels
- Greg Miller
- Gus Moffat
- John Moore
- Yassin Moutaouakil
- Ian Muir
- Danny Murphy
- Jamie Murphy
- Derek Murray

## N
- Pat Nevin
- Rob Newman

- Stevie Nicholas

- Luc Nijholt

- Kai Nyyssönen

## O
- James O'Brien
- Phil O'Donnell
- Richard Offiong

- Duncan Ogilvie
- Tommy O'Hara
- Henrik Ojamaa

- James Okoli
- Tommy O'Neil

- Jimmy O'Rourke
- Ange Oueifio

## P
- Jonathan Page
- David Partridge
- Craig Paterson

- Jim Paterson
- Stephen Pearson
- Willie Pettigrew

- John Philliben
- Jamie Pollock

- Chris Porter
- Ian Purdie

## Q
- Pat Quinn

- Paul Quinn

## R
- Stuart Rafferty
- Dougie Ramsay
- Simon Ramsden
- Darren Randolph
- Karl Ready

- Willie Redpath
- John Reilly
- Mark Reilly
- Mark Reynolds
- Andy Ritchie

- Billy Ritchie
- Bobby Roberts
- Jimmy Robertson
- Andy Roddie

- Maurice Ross
- John Ruddy
- Bobby Russell
- Iain Russell

## S
- Steven Saunders
- Andy Scott
- Daniel Sengewald
- Rab Shannon
- Tony Shepherd
- Cillian Sheridan
- Eliphas Shivute

- Neil Simpson
- Paul Slane
- Tommy Sloan
- Andy Smith
- Darren Smith
- Gary Smith
- Graeme Smith

- Joe Smith
- Paul Smith
- Alan Sneddon
- Yann Soloy
- John Spencer
- Ian St. John

- Gregor Stevens
- George Stevenson
- Morris Stevenson
- Kevin Storrie
- Greg Strong
- John Sutton

## T
- Neil Tarrant
- Shaun Teale

- Abel Thermeus
- Tony Thomas

- Billy Thomson
- Scott Thomson

- Derek Townsley
- Kevin Twaddle

## V
- Krisztián Vadócz

- Simo Valakari

- Tony Vaughan

- Bart Verheul

## W
- Andy Walker
- Nicky Walker
- Joe Wark

- Bobby Watson
- Jimmy Watson
- Willie Watson

- Andy Weir
- Mickey Weir
- Paul Wilson

- Fraser Wishart
- Stevie Woods
- Kenny Wright